# Hanns Albin Rauter
Johann Baptist Albin (Hanns Albin) Rauter (Klagenfurt, 4 februari 1895 – Den Haag, 25 maart 1949) was een Oostenrijker die tijdens de Tweede Wereldoorlog in Nederland de hoogste vertegenwoordiger van de SS was. Als zodanig was hij hoofdverantwoordelijk voor de vervolging en onderdrukking van het Nederlandse verzet en medeverantwoordelijk voor de deportatie van de Nederlandse Joden. Nadat hij in maart 1945 bij toeval werd beschoten door verzetsmensen in de buurt van De Woeste Hoeve op de Veluwe, lieten de Duitse autoriteiten als represaille 263 mensen executeren. Na de oorlog werd Rauter ter dood veroordeeld en geëxecuteerd.
In de jaren 1940–1945 vervulde Rauter in het bezette Nederland in de rang van Obergruppenführer de functies van höhere SS- und Polizeiführer en Generalkommissar für das Sicherheitswesen. Daarmee was hij een van de voornaamste leiders van het Duitse bestuur. Zijn superieuren waren SS-leider Heinrich Himmler en rijkscommissaris Arthur Seyss-Inquart.

## Achtergrond
Rauter volgde een technische opleiding aan de universiteit van Graz. Toen de Eerste Wereldoorlog uitbrak, meldde hij zich vrijwillig als soldaat. Na afloop van de oorlog nam hij deel aan de Karinthische Vrijheidsstrijd. In 1921 was hij bij een soortgelijke strijd in Opper-Silezië betrokken. In datzelfde jaar was hij tevens medeoprichter van de antisemitische groepering Steirischer Heimatschutz, waarin hij een leidinggevende positie bekleedde.
In 1921 ontmoette Rauter voor de eerste keer Adolf Hitler. De door de nazi's voorgestane rassenleer (die onder meer tot de deportatie van en moord op Joden, Slaven en zigeuners zou leiden) kon geheel op zijn instemming rekenen. In Oostenrijk werkte hij voor de nazi's, maar in 1933 moest hij naar Duitsland uitwijken vanwege onder meer zijn deelname aan een staatsgreep (de zogenaamde Pfrimer-Putsch) die uitging van Freikorps-achtige, paramilitaire groeperingen. Van 1934 tot 1938 was hij belast met illegale hulpverlening aan Oostenrijk; op 27 oktober 1938, na de Anschluss, werd hij voor Wenen lid van de Duitse Rijksdag. Hij trad toe tot de rangen van de SA, maar stapte in 1935 naar de SS over, waar hij binnen enkele jaren een generaalsrang bereikte. Tot 1940 diende hij als stafofficier onder de beruchte Von dem Bach-Zelewski in de Silezische hoofdstad Breslau ("SS-Oberabschnitt Südost") en was daar betrokken bij anti-Joodse acties. In 1939 werd hij tot SS-Brigadeführer bevorderd (in rang overeenkomend met een brigadegeneraal).
In 1937 trad Rauter in het huwelijk met een 22 jaar jongere vrouw, een verbintenis waaruit vijf kinderen voortkwamen.

## Rol tijdens de oorlog

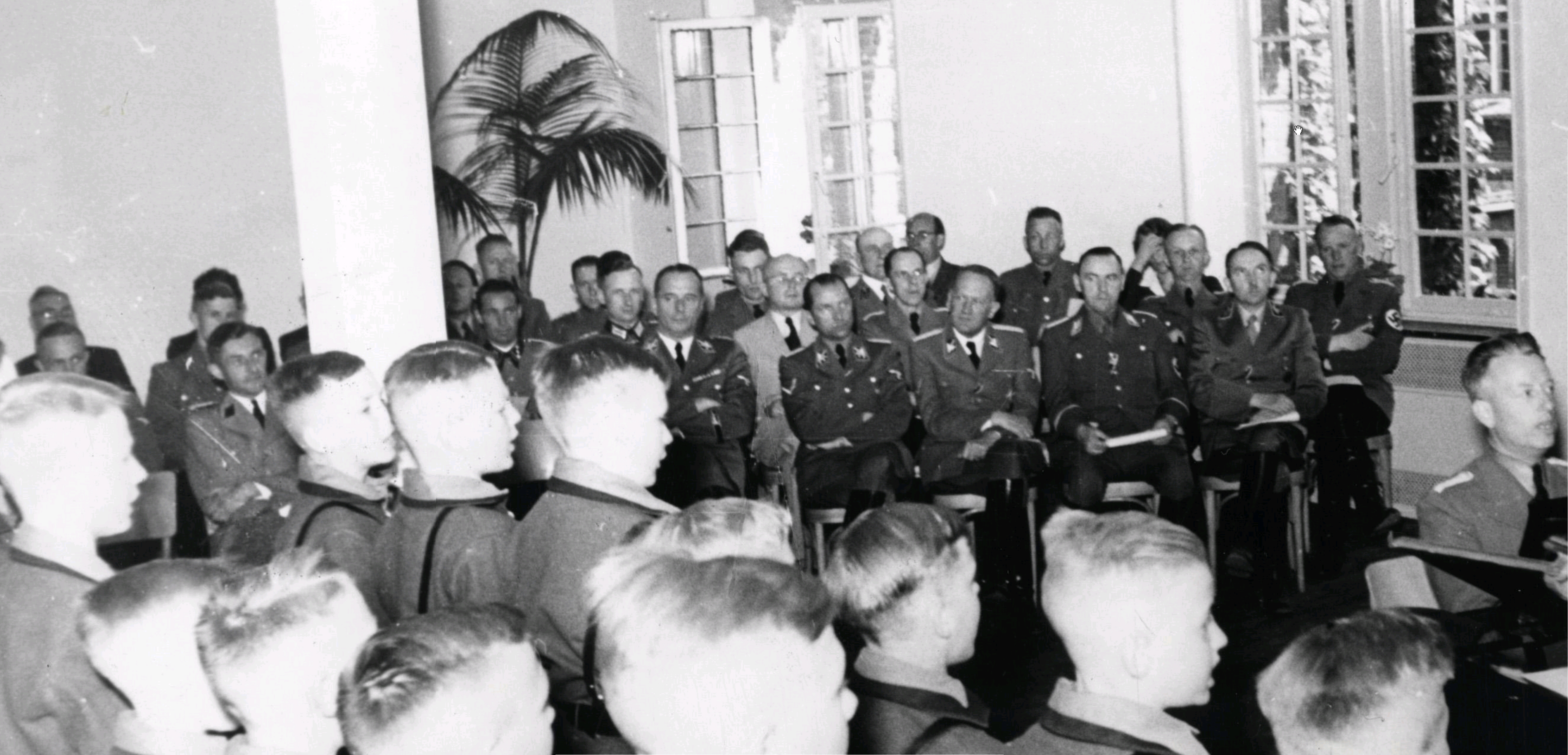
Hanns Albin Rauter, SS-Obergruppenführer August Heißmeyer en Friedrich Wimmer bezoeken de Reichsschule in Valkenburg, 6 juli 1943.

Na de bezetting van Nederland door nazi-Duitsland werd Rauter op 23 mei 1940 tot "Generalkommissar für das Sicherheitswesen" alsmede tot "höherer SS- und Polizeiführer Nordwest" benoemd en in 1941 en 1943 tot hogere SS-generaalsrangen bevorderd. Generaal Rauter zette zich vol overtuiging in voor de deportatie van de Joodse Nederlanders naar concentratie- en vernietigingskampen (juli 1942 - september 1943): "We willen alleen maar genezen worden van deze kwelling [Qual] en het Joodse vraagstuk moet definitief en totaal worden opgelost". Begin oktober 1943 was hij samen met andere hoge SS-officieren en partijfunctionarissen onder het gehoor van Himmler, toen deze in zijn Poznań-toespraken klare taal sprak over de inmiddels al vergevorderde massamoord op de Joden. De hogere SS-omgeving van Rauter in Nederland bestond uit medeplichtigen aan de Jodenmoord. De politieofficier Wilhelm Harster, die het Jodenreferaat in Berlijn (IVB4) vertegenwoordigde, droeg hoogstwaarschijnlijk kennis van de besluiten van de Wannsee-conferentie (begin 1942); ook nazi-massamoordenaars met wie Rauter na de grote deportatiegolven richting Kamp Westerbork nauw samenwerkte (zoals Karl Eberhard Schöngarth en Erich Naumann) waren geheel op de hoogte van wat er in "het Oosten" gaande was.
Daarnaast droeg hij verantwoordelijkheid voor de bestrijding van het Nederlandse verzet en de verplichte tewerkstelling van ongeveer 500.000 Nederlandse mannen in Duitsland. Hij werd berucht door het bloedig neerslaan van de Februaristaking. Deze staking werd op 26 februari 1941 door de SS neergeslagen onder het uitroepen van de noodtoestand en het toepassen van het standrecht. Ook was hij verantwoordelijk voor een serie moordaanslagen en sluipmoorden op anti-Duitse Nederlanders onder codenaam Aktion Silbertanne. Nadat de illegale krant Trouw op 15 juni 1944 in een mededeling schreef 'dat het gezin van Rauter in een zwaar bewaakt huis, Ernst Casimirlaan 23 te Arnhem, woonachtig is' om zo de lezers duidelijk te maken dat het erop leek dat de SS-leiding zich van de kust terugtrok na de landing in Normandië, beschouwde Rauter dit als een aanzet om een aanslag op zijn leven te plegen. Hij liet een groot aantal Trouw-medewerkers oppakken en tijdens een Polizeistandgericht op 5 augustus werden 23 Trouw-verspreiders wegens medewerking aan de verspreiding van een 'ophitsend geschrift' ter dood veroordeeld, waarop 6 van hen op 9 augustus werden geëxecuteerd en 17 van hen op 10 augustus 1944.
Na de Operatie Market Garden kreeg hij het bevel over het Maasfront in de hoedanigheid van General der Waffen-SS.
Als hoogste politiechef in Nederland was het eveneens Rauters taak de Nederlandse politie om te vormen tot een voor de doeleinden van nazi-Duitsland efficiënt instrument. Daartoe voerde Rauter een centralisatie door waarbij de diverse politieonderdelen onder een eenhoofdige leiding kwamen te staan. Deze centralisatie heeft de Nederlandse overheid na afloop van de oorlog intact gelaten omdat men anders weer zou worden geconfronteerd met de oude verdeeldheid en de problemen die deze met zich mee had gebracht.

## Aanslag op Rauter en wraakneming daarvoor

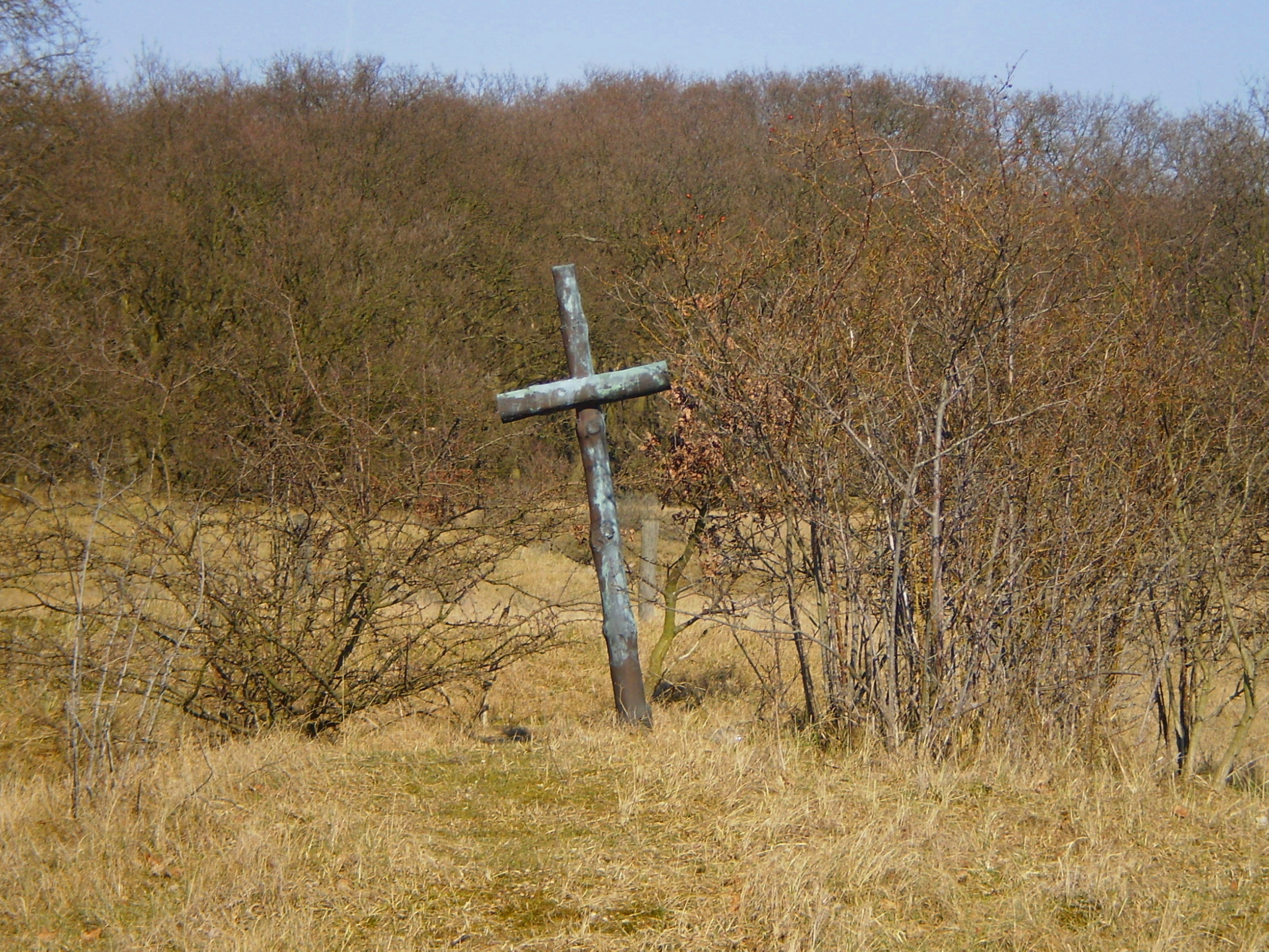
Het zogenaamde 'Rauterkruis' op de Waalsdorpervlakte, dat herinnert aan de 38 executies aldaar

In de nacht van 6 op 7 maart 1945 werd Rauters auto bij de Woeste Hoeve op de Veluwe staande gehouden door een Nederlandse verzetsgroep. De groep wilde een Duitse vrachtwagen buitmaken en wist niet dat hij in de auto zat. Rauter overleefde de schietpartij die ontstond, zij het dat hij flink gewond was geraakt – onder meer in zijn gezicht – en blijvende littekens zou houden. Als represaille werden op 8 maart 117 gevangenen bij de Woeste Hoeve geëxecuteerd, 59 in Amsterdam, 49 in kamp Amersfoort en 38 op de Waalsdorpervlakte. Ook op enkele andere plaatsen vonden executies plaats, tot een totaal aantal van ongeveer 300.

## Berechting en executie

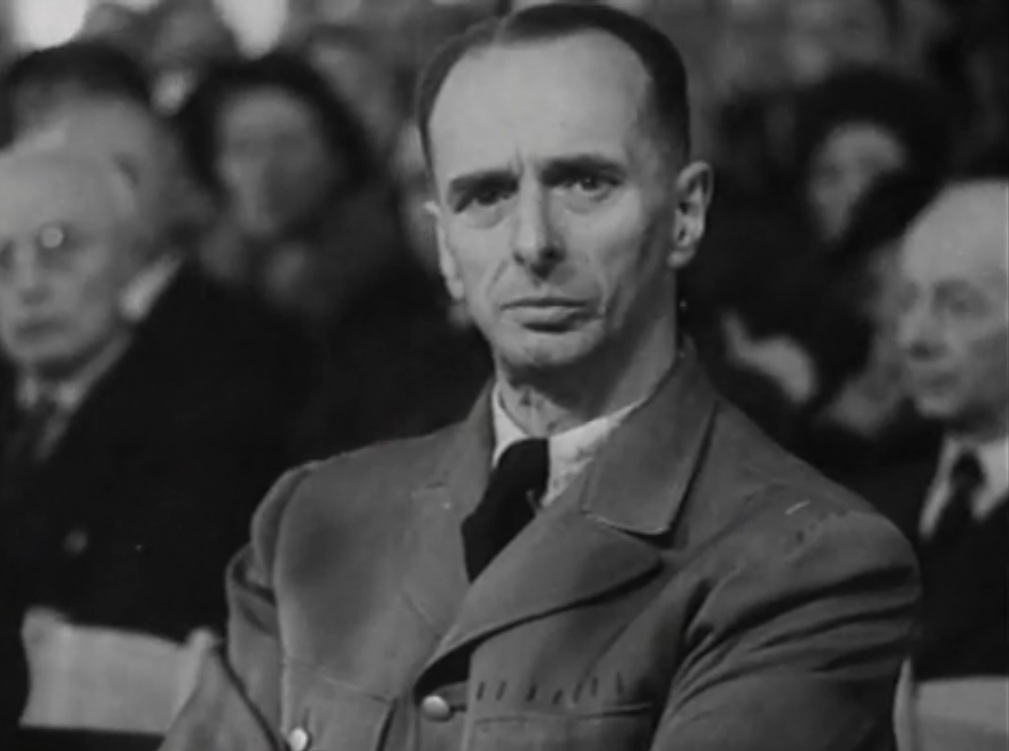
Rauter tijdens zijn proces voor het Bijzonder Gerechtshof

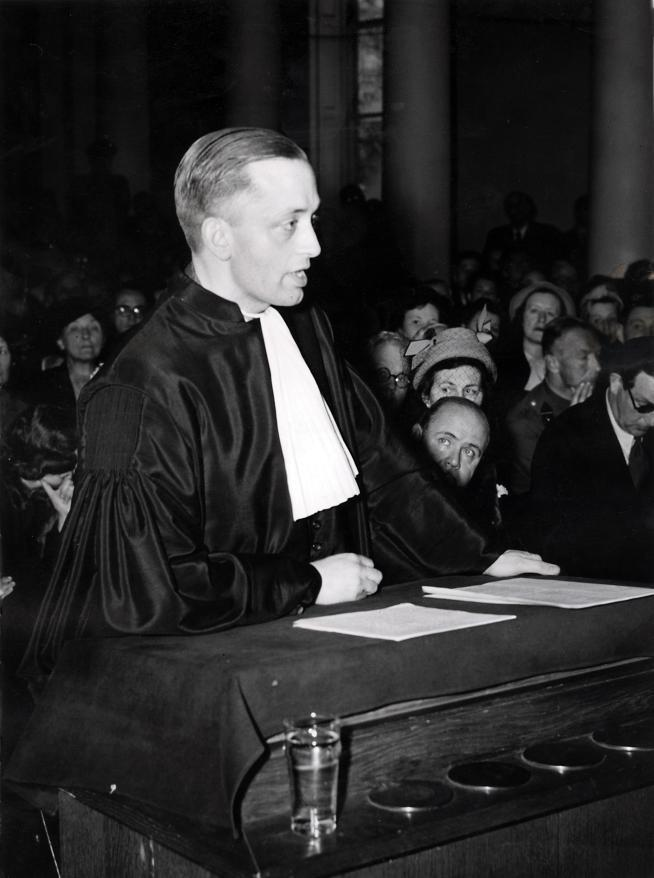
Verdediger mr. K.T.M. van Rijckevorsel tijdens zijn pleidooi in de zaak van Rauter

Het proces tegen Rauter vond op 1, 2, 3 en 22 april 1948 plaats in het Bijzonder Gerechtshof in Den Haag in het voormalig paleis aan de Kneuterdijk. De voorzitter van het hof was jhr. mr. P.G.M. van Meeuwen, de procureur-fiscaal mr. J. Zaaijer en de verdediger mr. K. van Rijckevorsel. In uniform zonder distinctieven luisterde Rauter in de afgeladen rechtszaal naar getuigen, zoals de voormalige chef van de Duitse contraspionage in Nederland, J. Schreieder (bekend van het Englandspiel), en de voormalige tweede man en hoofd propaganda van de NSB, C. van Geelkerken. De procureur-fiscaal mr. Zaaijer las aan het begin van de zitting de tenlastelegging voor en eiste ten slotte de doodstraf. Op 3 mei 1948 werd hij door het Bijzonder Gerechtshof ter dood veroordeeld. Dit werd op 12 januari 1949 in cassatie bevestigd.
Tijdens zijn naoorlogse proces presenteerde hij zichzelf als iemand die slechts bevelen had opgevolgd, en die niets van de Holocaust zou hebben geweten. Van het proces tegen Rauter werd een filmverslag gemaakt. Hierin is te zien dat Rauter niet vond dat hij zich schuldig had gemaakt aan oorlogsmisdaden, zelfs niet toen hij zijn geweten had onderzocht. Dit bleek ook uit een interview dat de historicus J. Presser, kort na het vonnis, met hem had over de Jodenvervolging; citaat:

In hartstochtelijke bewoordingen, min of meer een herhaling van de betuigingen tijdens zijn proces, verwierp hij alle medewetenschap; ook toen riep hij uit, dat hij als generaal liever de epauletten van zijn schouders had gerukt dan tot die massamoord mede te werken; tijdens dit proces had hij zich maar één straf voor zulk een misdaad kunnen indenken: "auf dem Scheiterhaufen lebendig verbrannt zu werden" (op de brandstapel levend te worden verbrand). Maar dan herleest men weer de teksten van brieven en redevoeringen van deze man, ook van brieven tot hem gericht, van redevoeringen, door hem aangehoord, alles uit de tijd, waarin hijzelf, zijn meerderen en zijn minderen, zich nog konden laten gaan, omdat de zekerheid der overwinning al bij voorbaat alle verantwoording overbodig en alle verantwoordelijkheid onvoelbaar maakte, men stelt zich dat alles voor ogen en laat daar achter die vele tienduizenden wegtrekken naar de verschrikkelijke dood, die hen, mannen, vrouwen, kinderen wachtte.

Op 9 februari 1949 verscheen Rauter nog voor de Parlementaire-enquêtecommissie 1940-1945. Hij weigerde echter alle medewerking. Op 25 maart 1949 werd Hanns Albin Rauter op 54-jarige leeftijd op de Waalsdorpervlakte nabij Scheveningen gefusilleerd. De Zeeuwse verzetsstrijder Christiaan Wisse kreeg het verzoek om Rauter, op erewoord ongeboeid, van de Strafgevangenis te Scheveningen naar de plaats van executie te begeleiden, waar het vonnis om 6.30 uur in de vroege vrijdagmorgen werd voltrokken. Het bevel "Vuur!" werd door Rauter zelf gegeven, die daarmee de commandant van het vuurpeloton voor was. Na zijn executie werd Rauters lichaam begraven in een naamloos graf op de Algemene Begraafplaats te 's-Gravenhage zoals dat ook was gebeurd met de al eerder geëxecuteerde collaborateurs Anton Mussert en Max Blokzijl.

## Familie
Rauter was gehuwd en had vijf kinderen. Zijn vrouw Else, die 22 jaar jonger was, overleed in 2005.

## Rangen bij de SS en de politie
| Datum                                              | Oostenrijks-Hongaars leger      | Sturmabteilung         | Allgemeine-SS        | Politie                       | Waffen-SS                    |
| -------------------------------------------------- | ------------------------------- | ---------------------- | -------------------- | ----------------------------- | ---------------------------- |
| 20 februari 1915                                   | Kriegsfreiwilliger              | —                      | —                    | —                             | —                            |
| 1915                                               | k.u.k. Fähnrich der Reserve     | —                      | —                    | —                             | —                            |
| 1916                                               | k.u.k. Leutnant der Reserve     | —                      | —                    | —                             | —                            |
| 1 juli 1918                                        | k.u.k. Oberleutnant der Reserve | —                      | —                    | —                             | —                            |
| 23 november 1933 (onbevestigde rang)               | —                               | SA-Standartenführer    | —                    | —                             | —                            |
| Augustus 1934                                      | —                               | SA-Obersturmbannführer | —                    | —                             | —                            |
| 1934                                               | —                               | —                      | SS-Standartenführer  | —                             | —                            |
| 27 februari 1935 (met ingang van 20 februari 1935) | —                               | —                      | SS-Oberführer        | —                             | —                            |
| 29 januari 1940 (met ingang van 21 december 1939)  | —                               | —                      | SS-Brigadeführer     | —                             | —                            |
| 9 november 1940                                    | —                               | —                      | —                    | —                             | Generalmajor in de Waffen-SS |
| 20 april 1941                                      | —                               | —                      | SS-Gruppenführer     | Generalleutnant in de politie | —                            |
| 21 juni 1943                                       | —                               | —                      | SS-Obergruppenführer | Generaal in de politie        | —                            |
| 20 juni 1944 (met ingang van 1 juni 1944)          | —                               | —                      | —                    | —                             | Generaal in de Waffen-SS     |

## Lidmaatschapsnummer
- SS-nr.: 262 958[16][6] (lid geworden 27 februari 1935, met ingang van 20 februari 1935[14][5])

## Decoraties
Selectie:
- IJzeren Kruis 1939, 1e Klasse en 2e Klasse (beide op 18 september 1944[6][17])
- Zilveren Medaille voor Dapperheid, 1e Klasse in voorjaar[17] 1916[6]
- Gouden Medaille voor Dapperheid aan Band met Kroon op 1 augustus 1918[6][17]
- Karel-Troepen-Kruis[6][17]
- Gewondenmedaille met een verwonding[6][17]
- Gewondeninsigne 1939 in zwart[16][6]
- Medaille ter Herinnering aan de 13e Maart 1938[15][17]
- Ehrendegen des Reichsführers-SS[15][16][18] in 1936[17]
- SS-Ehrenring[15][16][18]1936[17]
- Kruis voor Oorlogsverdienste, 1e Klasse (28 april 1942[6]) en 2e Klasse met Zwaarden[15][17]
- Erekruis voor Frontstrijders in de Wereldoorlog[6][16][18] in 1935[17]

## Biografie
- Theo Gerritse, Rauter: Himmlers vuist in Nederland, Uitgeverij Boom, 2018, ISBN 9789461055286

- Bibliothèque nationale de France: cb13748301q (data)
- Gemeinsame Normdatei: 119317524
- International Standard Name Identifier: 0000 0001 1702 2781
- Library of Congress Control Number: nr98002092
- Nationale Bibliotheek van Israël: 987007459633705171
- Nederlandse Thesaurus van Auteursnamen: 120208946
- Virtual International Authority File: 122116588
- WorldCat: E39PBJtGXJWV3BQGqtBrwChvHC

Arthur Seyss-Inquart · Hanns Albin Rauter · Hans Fischböck · Friedrich Wimmer · Fritz Schmidt · Willi Ritterbusch